# Publius Caecilius Celsus
Publius Caecilius Celsus war ein antiker römischer Toreut (Metallbildner), wahrscheinlich in der zweiten Hälfte des 1. Jahrhunderts in Italien tätig.
Publius Caecilius Celsus ist heute nur noch aufgrund eines Signaturstempels auf einer Bronzekasserolle bekannt. Diese wurde in Bad Deutsch-Altenburg (das antike Carnuntum) gefunden. Heute befindet sich das Stück im Römisch-Germanischen Zentralmuseum in Mainz.

## Einzelbelege
1. ↑  Inventarnummer 0.36268; Richard Petrovszky: Studien zu römischen Bronzegefäßen mit Meisterstempeln. Leidorf, Buch am Erlbach 1993, S. 212, Nr. C.01.01.

| Personendaten    | Personendaten                              |
| ---------------- | ------------------------------------------ |
| NAME             | Caecilius Celsus, Publius                  |
| ALTERNATIVNAMEN  | Celsus, Publius Caecilius                  |
| KURZBESCHREIBUNG | antiker römischer Toreut                   |
| GEBURTSDATUM     | 1. Jahrhundert v. Chr. oder 1. Jahrhundert |
| STERBEDATUM      | 1. Jahrhundert oder 2. Jahrhundert         |